# Silver Line Way (Metro de Boston)
Silver Line Way  es una estación de tránsito rápido en la línea Plata del Metro de Boston. La estación se encuentra localizada en Silver Line Way con Pumphouse Road, entre Massport Haul Road y D Street en Boston, Massachusetts. La estación Silver Line Way fue inaugurada el 17 de diciembre de 2004. La Autoridad de Transporte de la Bahía de Massachusetts es la encargada por el mantenimiento y administración de la estación. Esta estación forma parte de la sublínea SL1 y SL2

## Descripción
La estación Silver Line Way cuenta con Aceras.

## Conexiones
La estación es abastecida por las siguientes conexiones: 
- Rutas de autobuses: ninguna